# Садомский, Михаил Ефимович
Михаил (Моисей) Ефимович Садомский (17 октября 1918 — 6 января 2016) — многопрофильный цирковой и эстрадный артист, выступавший с 1935 по 1978 год как клишник, акробат, манипулятор, иллюзионист, факир, счётчик и мнемотехник. Участник Великой Отечественной и советско-японской войн. Отец цирковой иллюзионистки Людмилы Моисеевны Садомской-Дикуль (родилась 7 марта 1951), тесть Валентина Ивановича Дикуля.

## Биография
Выступать начал в 1935. В 1939 был призван на срочную службу в РККА, демобилизовался из армии спустя семь лет.
В 1952 переходит на работу в Союзгосцирк.
Его приглашают сниматься в кино, где он исполнил роль фокусника в фильме «Двенадцать могил Ходжи Насреддина».
В 1978 вышел на пенсию.
Старейший иллюзионист скончался на 98-м году жизни.